# Västergötlands runinskrifter 149
Västergötlands runinskrifter 149 är ett vikingatida runstensfragment i Åsakatorp, Vartofta-Åsaka socken och Falköpings kommun. Endast den undre delen av stenen är känd och bevarad. Runstensfragmentet är av grå granit, 0,7 meter högt, 0,9 meter brett och 0,15 meter tjockt. Runhöjden är 13 centimeter. Runstenen stod ursprungligen i Vårkumla socken vid Gränarp men flyttades i slutet av 1700-talet. Stenen har troligen tidigare varit inmurad som en tröskel i en stallgrund. Den man som lät resa stenen, möjligen "Rugga", är förmodligen samme man som omnämns på Vg 139 som "Gudmunds fader".

## Inskriften
Translitterering av runraden:
: ruka : s(a)... ...r : faþur : sin : auk : -...
Normalisering till runsvenska:
ʀugga(?) sa[tti] ..., faður sinn, ok ...
Översättning till nusvenska:
Rugga(?) satte ..., sin fader, och ...